# Elesma subglauca
Elesma subglauca là một loài bướm đêm thuộc họ Noctuidae. Nó được tìm thấy ở miền nửa phía nam Úc.

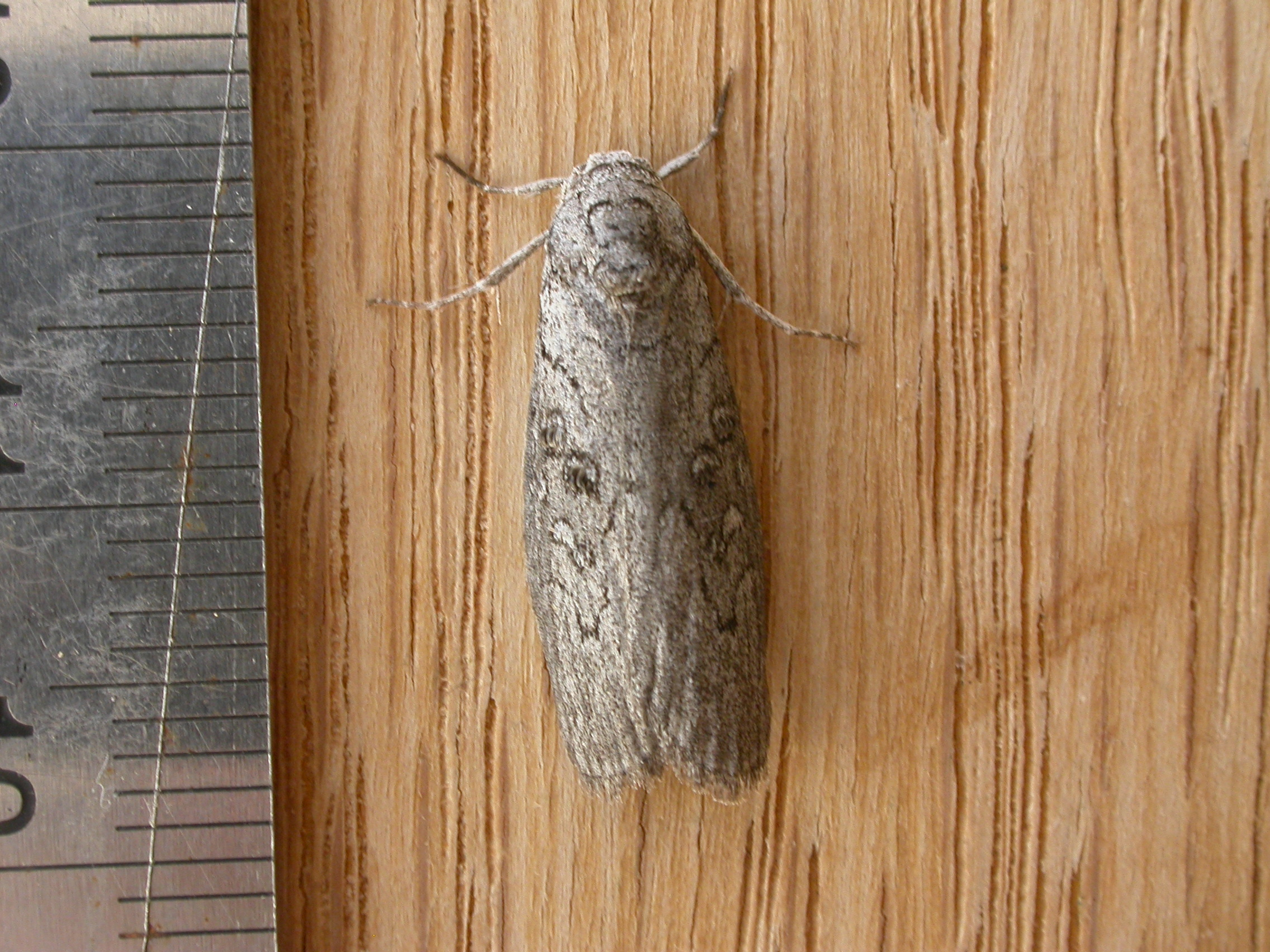

Sải cánh dài khoảng 40 mm. 

## Hình ảnh

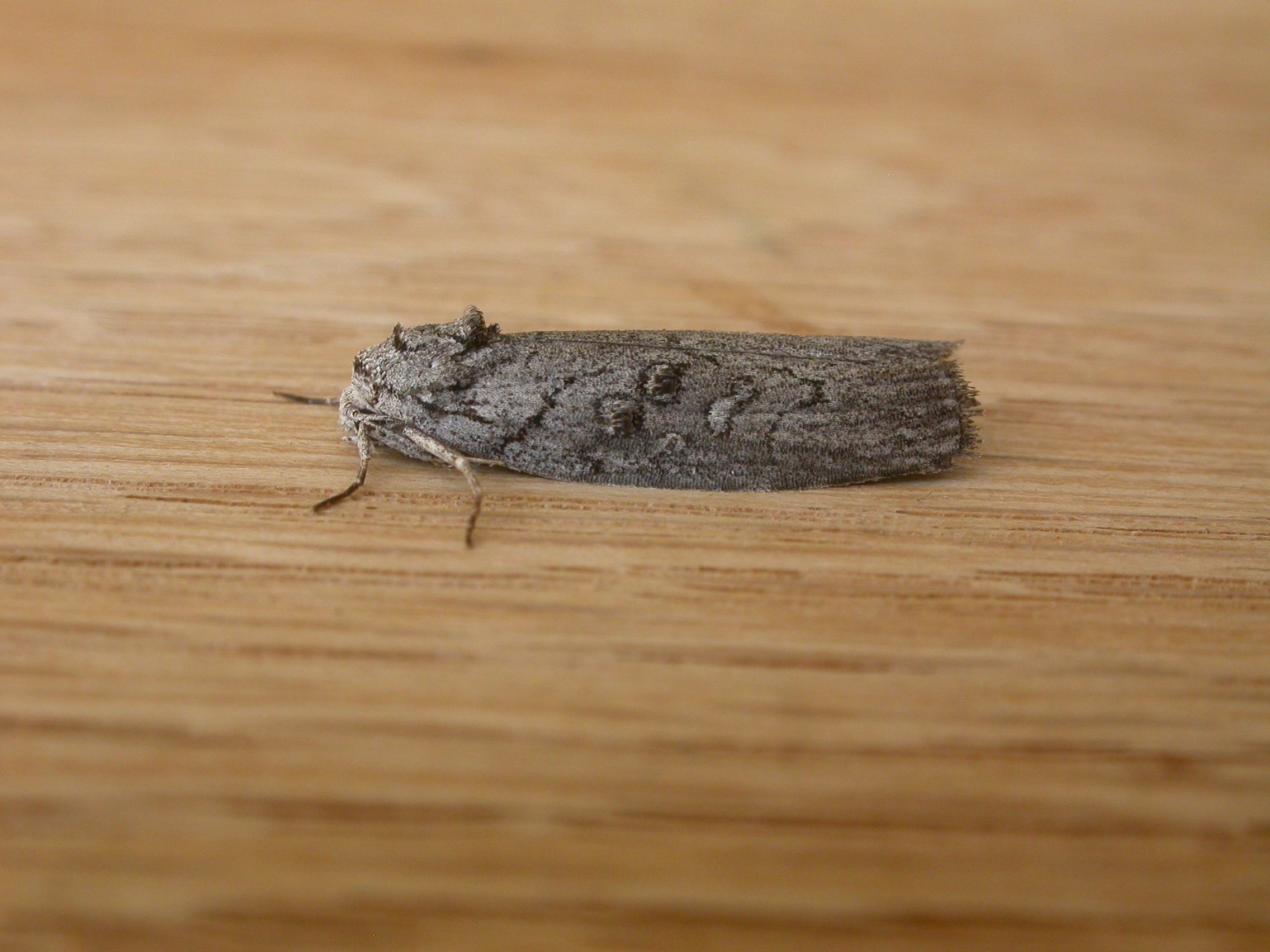